# 6e cérémonie des Gérard du cinéma
 (juin 2014).
La 6e cérémonie des Gérard du cinéma, une parodie qui récompense chaque année les pires réalisations du cinéma français, s'est déroulée le 21 février 2011.
L'acteur Henri Guybet vint chercher lui-même sur scène son Parpaing pour le "Gérard de l'acteur qu'on croyait mort depuis 1985 et qui en fait tourne encore".

## Palmarès

### Gérard du film français sorti avec un titre en anglais parce qu’on sait jamais, sur un malentendu, on peut croire qu’il est américain
- Kill Me Please avec Virginie Efira
  - Sweet Valentine avec Vincent Elbaz
  - Happy Few avec Marina Foïs
  - Enter the Void avec Paz de la Huerta
  - Blind test avec Manuel Blanc

### Gérard du chanteur qui fait l’acteur, ou le contraire, en tout cas dans un cas comme dans l’autre, il le fait mal
- Raphael dans Ces amours-là
  - Patrick Bruel dans Comme les cinq doigts de la main
  - Benjamin Biolay dans La Meute
  - Lio dans Un poison violent
  - Jacques Dutronc dans Joseph et la Fille
  - Philippe Katerine dans Je suis un no man's land

### Gérard du film où on t'explique que le racisme, c’est pas bien
- La Rafle avec Mélanie Laurent (ex æquo)
- Hors-la-loi avec Jamel Debbouze (ex æquo)
  - L'Italien avec Kad Merad
  - Rien à déclarer avec Dany Boon
  - Elle s'appelait Sarah avec Kristin Scott Thomas

### Gérard du film de partouzeur
- La Horde avec Claude Perron
  - Libre échange avec Carole Bouquet
  - Les Invités de mon père avec Fabrice Luchini
  - La Fête des voisins avec David Haddad
  - La Meute avec Yolande Moreau

### Gérard de l'acteur qu'on croyait mort depuis 1985, et qui en fait, tourne encore
- Henri Guybet, ex-Salomon est juif !, dans Protéger et Servir
  - Claude Gensac, ex  série des Gendarmes, dans L'Immortel
  - Venantino Venantini, ex-Tonton Flingueur, dans L'Immortel
  - Mylène Demongeot, ex-Fantômas, dans Camping 2
  - Bernard Menez dans Ensemble, nous allons vivre une très, très grande histoire d'amour...

### Gérard du film qui ose enfin dire la vérité sur les femmes
- Sans queue ni tête avec Isabelle Huppert
  - Toutes les filles pleurent avec Judith Godrèche
  - La Tête en friche avec Gérard Depardieu
  - L'Absence avec Liliane Rovère
  - Potiche avec Catherine Deneuve

### Gérard du réalisateur, quand tu vois ses films, ben t'as du mal à réaliser. Parce qu'en fait, lui aussi.
- Isabelle Mergault pour Donnant Donnant
  - Alexandre Arcady pour Comme les 5 doigts de la main
  - Gaspar Noé pour Enter the Void
  - Jean-Luc Godard pour Film Socialisme

### Gérard du film guimauve que tu te forces à aller voir uniquement pour emballer une meuf
- L'Arnacœur avec Romain Duris
  - L'amour c'est mieux à deux avec Clovis Cornillac
  - Ensemble, nous allons vivre une très, très grande histoire d'amour... avec Julien Doré
  - Les Petits Mouchoirs avec Marion Cotillard
  - La Chance de ma vie avec François-Xavier Demaison

### Gérard de l’acteur qui avant nous faisait bien rire et qui maintenant nous fait bien chier [avec le quotidien 20 Minutes]
- Édouard Baer dans Mon pote
  - Gad Elmaleh dans La Rafle
  - Albert Dupontel dans Le Bruit des glaçons
  - Benoît Poelvoorde dans Les Émotifs anonymes
  - Bernard Campan dans No et moi

### Gérard du petit cul
- Clémence Poésy dans Lullaby
  - Léa Seydoux dans Petit Tailleur
  - Mélanie Thierry dans La Princesse de Montpensier
  - Audrey Tautou dans De vrais mensonges
  - Mélanie Laurent dans La Rafle

### Gérard du gros cul
- Judith Godrèche (« Judith Gros derche » sur le site officiel) dans Toutes les filles pleurent [1]
  - Catherine Deneuve dans Potiche
  - Isabelle Adjani dans Mammuth
  - Mylène Demongeot dans Camping 2
  - Claudia Cardinale dans Un balcon sur la mer

### Gérard du «on n’est jamais mieux servi que par soi-même»
- Toutes les filles pleurent de Judith Godrèche avec Judith Godrèche 
  - La Fête des voisins de David Haddad avec David Haddad
  - Tournée de Mathieu Amalric avec Mathieu Amalric
  - La Comtesse de Julie Delpy avec Julie Delpy
  - Tout ce qui brille de Géraldine Nakache avec Géraldine Nakache
  - No et moi de Zabou Breitman avec Zabou Breitman

### Gérard du petit couple qui se la joueAlain DelonetRomy SchneiderdansParis Match, mais qui fait plutôt penser à une pub de laSaint-Valentinpour desMon Chéri
Prix remis par Philippe Peythieu et Véronique Augereau, le couple d'acteurs doublant Homer et Marge Simpson.
- Jean Dujardin et Alexandra Lamy
  - Vincent Cassel et Monica Bellucci
  - Gilles Lellouche et Mélanie Doutey
  - Charlotte Gainsbourg et Yvan Attal
  - Marion Cotillard et Guillaume Canet

### Gérard du film que tu vas voir alors que ta meuf t’a largué... t’as perdu ton boulot... t’as appris que t’avais le cancer... mais bon, tu t’es dit «la vie continue, je vais aller au ciné pour retrouver un peu de joie de vivre», et puis, t’arrives devant tonUGC, et là, au menu
- L'Absence avec Liliane Rovère
  - Pieds nus sur les limaces avec Ludivine Sagnier
  - Je voudrais aimer personne avec Sabrina Muller
  - Une nouvelle ère glaciaire avec Mélanie Lebreton
  - Kill Me Please avec Virginie Efira

### Gérard de l’actrice qui bénéficie le mieux des réseaux de son mari, ou plutôt de son futur ex-mari, enfin bon on sait plus trop où ils en sont, toujours est-il qu’elle continue à tourner
- Arielle Dombasle dans Roses à crédit

### Gérard du désespoir féminin
- Jane Birkin dans Thelma, Louise et Chantal
  - Marion Cotillard dans Inception
  - Isabelle Adjani dans Mammuth
  - Carole Bouquet dans Libre échange
  - Mathilde Seigner dans Camping 2
  - Audrey Tautou dans De vrais mensonges

### Gérard du désespoir masculin
- Franck Dubosc dans Camping 2
  - Jean Reno dans L'Immortel
  - Daniel Auteuil dans Donnant Donnant
  - Fabrice Éboué dans Fatal
  - Benoît Magimel dans L'Avocat
  - Richard Berry dans L'Immortel

### Gérard du plus mauvais film de l’année (et probablement de la décennie)
- L'Immortel de Richard Berry, avec Jean Reno
  - Camping 2 de Fabien Onteniente, avec Franck Dubosc
  - La Rafle de Rose Bosch, avec Jean Reno
  - Les Aventures extraordinaires d'Adèle Blanc-Sec de Luc Besson, avec Louise Bourgoin
  - Imogène McCarthery de Alexandre Charlot et Franck Magnier, avec Catherine Frot
  - Enter the Void de Gaspar Noé, avec Paz de la Huerta
  - Krach de Fabrice Genestal, avec Gilles Lellouche